# Estación de Las Matas
Las Matas es una estación ferroviaria situada en el municipio español de Las Rozas, en la Comunidad de Madrid. El recinto se encuentra ubicado en el  barrio de Las Matas, de donde toma su nombre. Constituye un nudo ferroviario de importancia menor en el que se bifurcan dos líneas, Madrid-Hendaya y Las Matas-Pinar de las Rozas. La estación forma parte de las líneas C-8 y C-10 de Cercanías Madrid. Cuenta además con tráfico de Media Distancia.

## Situación ferroviaria
La estación, situada a a 755,82 metros de altitud, forma parte del trazado de las siguientes líneas férreas:
- Línea férrea de ancho ibérico Madrid-Hendaya, punto kilométrico 24,0.[2]
- Línea férrea de ancho ibérico Las Matas-Pinar de las Rozas, punto kilométrico 24,0.[2]

El tramo es de vía doble y está electrificado.

## Historia
La estación fue inaugurada el 9 de agosto de 1861 con la puesta en marcha del tramo Madrid-El Escorial de la línea radial que buscaba enlazar Madrid con la localidad francesa Hendaya. Su explotación inicial quedó a cargo de la Compañía de los Caminos de Hierro del Norte de España, quien mantuvo su titularidad hasta que en 1941 fue nacionalizada e integrada en la recién creada RENFE.
En la década de 1990 sufrió una reforma importante para adaptarse a los estándares de las estaciones de Cercanías del núcleo de Madrid, dotándola de pasos subterráneos entre andenes, elevando los mismos y construyendo un nuevo edificio y mejorando los accesos desde el otro lado de la A-6.
Desde el 31 de diciembre de 2004 Renfe Operadora explota la línea mientras que Adif es la titular de las instalaciones ferroviarias.

## Servicios ferroviarios

### Media Distancia
Los trenes regionales de Renfe unen la localidad con Madrid, Ávila y Segovia con una alta frecuencia de relaciones. 
| Línea | Trenes   | Origen  |  | Destino          |
| ----- | -------- | ------- |  | ---------------- |
| 51    | Regional | Ávila   |  | Madrid-Atocha    |
| 53    | Regional | Segovia |  | Madrid-Chamartín |

### Cercanías
| procedencia/destino                             | < estación   | Línea | estación > | destino/procedencia |
| ----------------------------------------------- | ------------ | ----- | ---------- | ------------------- |
| Cercedilla                                      | Torrelodones |       | Pinar      | Guadalajara         |
| Santa María de la Alameda-PeguerinosEl Escorial | Torrelodones |       | Pinar      | Guadalajara         |
| Villalba                                        | Torrelodones |       | Pinar      | Chamartín           |

La estación forma parte de las líneas C-8 y C-10 de la red de Cercanías Madrid.

## Conexiones

### Autobuses
| Diurnos |                         |                                     |                |
| Línea   | Destino                 | Parada                              | Operador       |
| 2       | El Encinar              | 11958 Apeadero - Est. Las Matas     | Auto Periferia |
| 2       | Monte Rozas - Las Rozas | 11959 Ctra. Coruña - Est. Las Matas | Auto Periferia |

| Diurnos   |                                                  |                                         |                           |
| Línea     | Destino                                          | Parada                                  | Operador                  |
| 620       | Hospital Puerta de Hierro                        | 06114 Pza. Ferrocarril - Est. Las Matas | Auto Periferia            |
| 622       | Madrid (Moncloa)                                 | 06114 Pza. Ferrocarril - Est. Las Matas | Auto Periferia            |
| 620       | Las Matas                                        | 06120 Pza. Ferrocarril - Est. Las Matas | Auto Periferia            |
| 622       | Las Matas                                        | 06120 Pza. Ferrocarril - Est. Las Matas | Auto Periferia            |
| 611       | Hoyo de Manzanares                               | 11958 Apeadero - Est. Las Matas         | Avanza Movilidad Integral |
| 611A      | Hoyo de Manzanares (Por Urb. Las Colinas)        | 11958 Apeadero - Est. Las Matas         | Avanza Movilidad Integral |
| 613       | Torrelodones (por Centro Comercial)              | 11958 Apeadero - Est. Las Matas         | Avanza Movilidad Integral |
| 625       | Monte Rozas (El Encinar)                         | 11958 Apeadero - Est. Las Matas         | Auto Periferia            |
| 633       | Galapagar - Torrelodones (Colonia) - Colmenarejo | 11958 Apeadero - Est. Las Matas         | Avanza Movilidad Integral |
| 685       | Guadarrama                                       | 11958 Apeadero - Est. Las Matas         | Avanza Movilidad Integral |
| 686       | Torrelodones (Por Los Peñascales)                | 11958 Apeadero - Est. Las Matas         | Avanza Movilidad Integral |
| 686A      | Torrelodones (Por Montealegre)                   | 11958 Apeadero - Est. Las Matas         | Avanza Movilidad Integral |
| 611       | Madrid (Moncloa)                                 | 11959 Ctra. Coruña - Est. Las Matas     | Avanza Movilidad Integral |
| 611A      | Madrid (Moncloa)                                 | 11959 Ctra. Coruña - Est. Las Matas     | Avanza Movilidad Integral |
| 613       | Madrid (Moncloa)                                 | 11959 Ctra. Coruña - Est. Las Matas     | Avanza Movilidad Integral |
| 625       | Madrid (Moncloa)                                 | 11959 Ctra. Coruña - Est. Las Matas     | Auto Periferia            |
| 633       | Majadahonda (Hospital)                           | 11959 Ctra. Coruña - Est. Las Matas     | Avanza Movilidad Integral |
| 685       | Majadahonda (Hospital)                           | 11959 Ctra. Coruña - Est. Las Matas     | Avanza Movilidad Integral |
| 686       | Madrid (Moncloa)                                 | 11959 Ctra. Coruña - Est. Las Matas     | Avanza Movilidad Integral |
| 686A      | Madrid (Moncloa)                                 | 11959 Ctra. Coruña - Est. Las Matas     | Avanza Movilidad Integral |
| Nocturnos |                                                  |                                         |                           |
| Línea     | Destino                                          | Parada                                  | Operador                  |
| N602      | Collado Villalba - Guadarrama                    | 11958 Apeadero - Est. Las Matas         | Avanza Movilidad Integral |
| N602      | Madrid (Moncloa)                                 | 11959 Ctra. Coruña - Est. Las Matas     | Avanza Movilidad Integral |